# Araña de cielo estrellado (Galmanini)
Araña de cielo estrellado (en inglés: Lampadario cielo stellato o Un cielo stellato sopra di me, o Sotto il cielo stellato) es un lámpara creada en 1956 por el arquitecto italiano Gualtiero Galmanini en Milán.
El candelabro, concebido como una obra de arte única numerada, semejante a una escultura, se instaló en 1956 en un apartamento de Milán después de una exposición de arte, junto con el prototipo y los proyectos de la obra única, con el deseo de fusionar piezas de mundos estelares. La obra simboliza el surgimiento del diseño industrial en la década de 1950 en Italia. Su valor hoy en día es incalculable.
El candelabro de cielo estrellado se distingue por una serie de estrellas en el techo de un significado especial, inspirado en el mundo de los planetarios. Los cielos estrellados fueron una de las obras representativas típicas del diseño italiano de la década de 1950, considerado el período de estudio más prestigioso e interesante en la historia del diseño italiano.
El trabajo de diseño de Galmanini es un tributo a su amigo y compañero de innovadoras investigaciones arquitectónicas de vanguardia, Piero Portaluppi, con quien frecuentemente discutía sobre astronomía, el universo y las estrellas. Portaluppi coleccionaba astrolabios y relojes de sol, a menudo con incrustaciones de estrellas, como la famosa ventana del Palacio Necchi. Portaluppi también fue el arquitecto del innovador Planetario de Milán, con su cielo estrellado. A partir de la década de 1950, también gracias a la promoción de Galmanini en los círculos arquitectónicos, los techos de cielos estrellados se convirtieron en un símbolo de arquitectura e innovación vanguardista.

## Enlaces
- Tre fiamme (Galmanini)